# Zeit, dass sich was dreht
Zeit, dass sich was dreht ist ein Lied des deutschen Pop-Rock-Musikers Herbert Grönemeyer aus dem Jahr 2006, in Zusammenarbeit mit dem malischen Duo Amadou & Mariam. International wurde das Stück auch in seiner englischsprachigen Version Celebrate the Day als Titelsong der Fußball-Weltmeisterschaft 2006 bekannt.

## Entstehung und Veröffentlichung
Das Lied wurde von den Interpreten, zusammen mit Bilal Hajji und Nadir Khayat (RedOne) geschrieben. Der Text wurde dabei von Amadou Bagayoko, Mariam Doumbia und Herbert Grönemeyer verfasst; die Musik von Grönemeyer, Bilal Hajji und RedOne komponiert.
Die Erstveröffentlichung von Zeit, dass sich was dreht erfolgte als Single am 19. Mai 2006 bei Columbia Records. Diese erschien als CD-Maxi-Single mit einem Remix sowie der englischsprachigen Version Celebrate the Day als B-Seite. Eine Woche nach der Singleveröffentlichung erschien das Lied als Teil des offiziellen Samplers Voices from the FIFA World Cup zur Fußball-Weltmeisterschaft 2006.
Grönemeyer forderte 2024 die CDU auf, den Song nicht mehr für den Wahlkampf für Friedrich Merz zu nutzen, öffentlich aufzuführen oder sonst zu verbreiten. Wenig später wurde bekannt, dass Grönemeyer auch Die Grünen und Robert Habeck aufgefordert hat, den Song in Zukunft nicht mehr zu verwenden.

## Musikvideo
Das dazugehörige Musikvideo entstand unter der Regie von Daniel Lwowski. Dieses zeigt unter anderem die damalige deutsche Fußballnationalmannschaft sowie Szenen vergangener Fußball-Weltmeisterschaften. Im April 2011 veröffentlichte Grönemeyer den Titel auf der Videoplattform YouTube, wo es bis Juli 2024 über 5 Millionen Aufrufe zählte.

## Kommerzieller Erfolg

### Chartplatzierungen
| ChartsChartplatzierungen | Höchstplatzierung | Wochen |
| ------------------------ | ----------------- | ------ |
| Deutschland (GfK)        | 1 (37 Wo.)        | 37     |
| Österreich (Ö3)          | 2 (20 Wo.)        | 20     |
| Schweiz (IFPI)           | 17 (13 Wo.)       | 13     |

| ChartsJahrescharts (2006) | Platzierung |
| ------------------------- | ----------- |
| Deutschland (GfK)         | 6           |
| Österreich (Ö3)           | 32          |

### Auszeichnungen für Musikverkäufe
| Land/Region        | Auszeichnungen für Musikverkäufe (Land/Region, Auszeichnung, Verkäufe) | Verkäufe |
| ------------------ | ---------------------------------------------------------------------- | -------- |
| Deutschland (BVMI) | Platin                                                                 | 300.000  |
| Insgesamt          | 1× Platin ·                                                            | 300.000  |

## Coverversionen
Der Rapper Soho Bani veröffentlichte im Februar 2024 eine gleichnamige Neuinterpretation von Zeit, dass sich was dreht, unter der Produktion von Drunken Masters und Ericson. Der Titel wurde am 22. Februar 2024 erst auf YouTube, am Folgetag auch als Single veröffentlicht. Diese Coverversion gewann im Oktober 2024 den Polyton in der Kategorie „Text“.
| ChartsChartplatzierungen | Höchstplatzierung | Wochen |
| ------------------------ | ----------------- | ------ |
| Deutschland (GfK)        | 1 (43 Wo.)        | 43     |
| Österreich (Ö3)          | 3 (… Wo.)         | …      |
| Schweiz (IFPI)           | 13 (25 Wo.)       | 25     |

| ChartsJahrescharts (2024) | Platzierung |
| ------------------------- | ----------- |
| Deutschland (GfK)         | 7           |
| Österreich (Ö3)           | 26          |
| Schweiz (IFPI)            | 75          |

Auszeichnungen für Musikverkäufe

| Land/Region        | Auszeichnungen für Musikverkäufe (Land/Region, Auszeichnung, Verkäufe) | Verkäufe |
| ------------------ | ---------------------------------------------------------------------- | -------- |
| Deutschland (BVMI) | Platin                                                                 | 600.000  |
| Österreich (IFPI)  | Platin                                                                 | 30.000   |
| Schweiz (IFPI)     | Gold                                                                   | 15.000   |
| Insgesamt          | 1× Gold · 2× Platin ·                                                  | 645.000  |